# Gillian Linscott
Gillian Linscott (Windsor, 27 settembre 1944) è una scrittrice britannica di romanzi polizieschi e storici.

## Biografia
Nata nel 1944 a Winsdor, vive e lavora nell'Herefordshire.
Dopo avere lavorato come giornalista, ha esordito nel 1984 con A Healthy Body e da allora ha pubblicato una trentina di romanzi appartenenti principalmente al giallo storico scrivendo anche con lo pseudonimo di Caro Peacock.
Nel 2000 Un fantasma per Nell Bray è stato inisgnito dell'Ellis Peters Historical Award.

## Opere principali

### Serie Birdie Linnet
- A Healthy Body (1984)
- Murder Makes Tracks (1985)
- Una vacanza d'inferno (A Whiff Of Sulphur, 1987), Milano, Il Giallo Mondadori N. 2106, 1989 traduzione di Barbara Murgia

### Serie Nell Bray
- Sister Beneath the Sheet (1991)
- Hanging on the Wire (1992)
- Stage Fright (1993)
- Il cadavere restituito (Widow's Peak, 1994), Milano, Il Giallo Mondadori N. 2452, 1996 traduzione di Nicoletta Lamberti
- Crown Witness (1995)
- La registrazione (Dead Man's Music, 1996), Milano, Il Giallo Mondadori N. 2618, 1999 traduzione di Nicoletta Lamberti
- L'ultima danza (Dance On Blood, 1998), Milano, Il Giallo Mondadori N. 2661, 2000 traduzione di Diana Fonticoli
- Un fantasma per Nell Bray (Absent Friends, 1999), Milano, Il Giallo Mondadori N. 2744, 2001 traduzione di Diana Fonticoli
- Nell Bray e la figlia perfetta (The Perfect Daughter, 2000), Milano, Il Giallo Mondadori N. 2780, 2002 traduzione di Diana Fonticoli
- Dead Man Riding (2002)
- Blood On The Wood (2003)

### Altri romanzi
- Knightfall (1986)
- Unknown Hand (1988)
- Murder, I Presume (1990)
- Bleeding Hearts (1994)
- The Garden (2003)

### Opere scritte con il nome di Caro Peacock
- Morte all'alba (Death At Dawn, 2007), Varese, Giano, 2008 traduzione di Chiara Brovelli ISBN 978-88-6251-019-6.
- Death of a Dancer (2008)
- A Corpse in Shining Armour (2009)
- When the Devil Drives (2011)
- Keeping Bad Company (2012)
- The Path of the Wicked (2013)

## Premi e riconoscimenti
- Ellis Peters Historical Award: 2000 per Un fantasma per Nell Bray